# Atopotrophos bucephalus
Atopotrophos bucephalus är en stekelart som först beskrevs av Cresson 1868.  Atopotrophos bucephalus ingår i släktet Atopotrophos och familjen brokparasitsteklar. Inga underarter finns listade.